# Chemische industrie

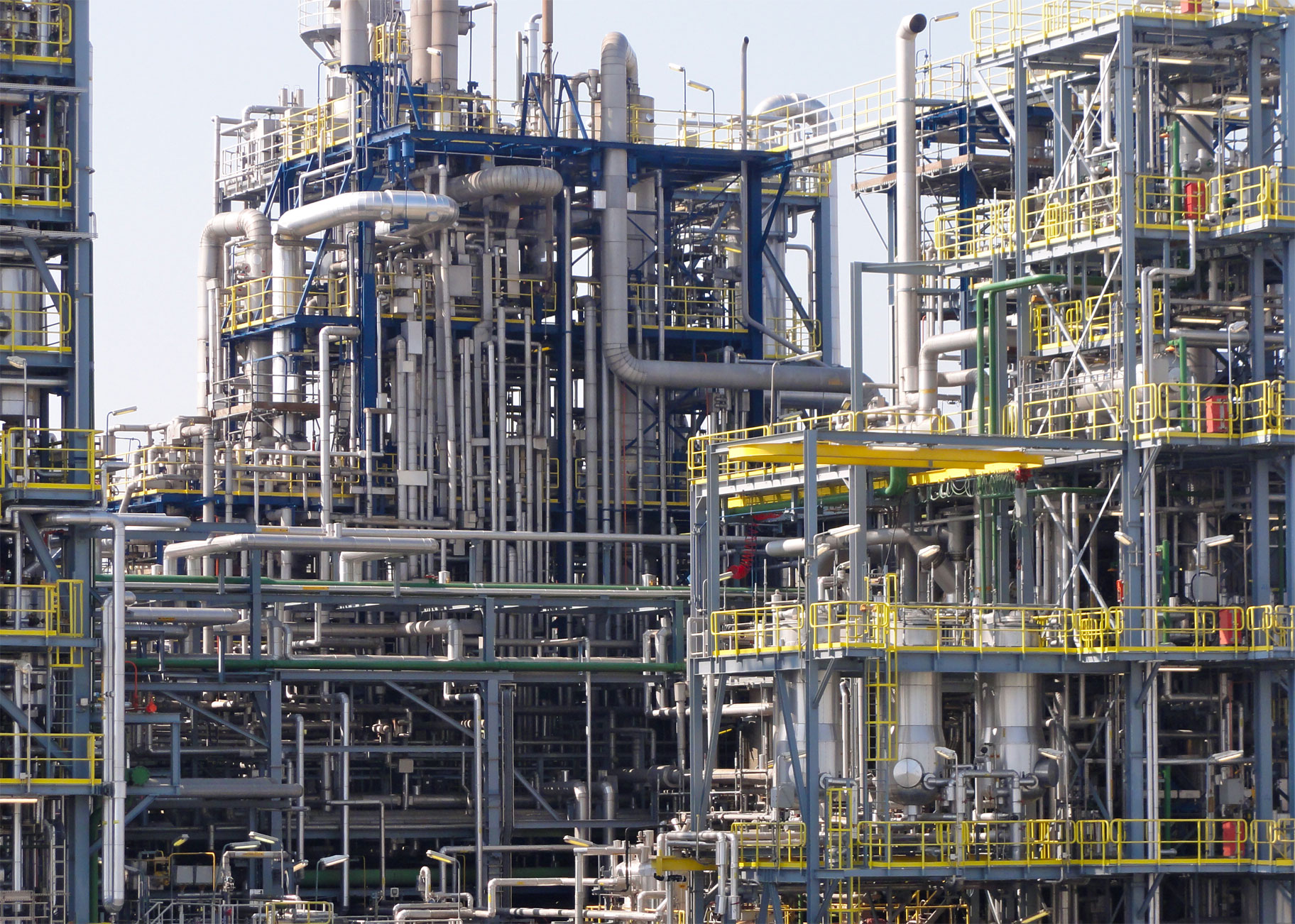
Het chemiepark te Delfzijl.

De chemische industrie of scheikundige nijverheid vervaardigt producten door middel van chemische veranderingen aan bestaande (grond)stoffen. Binnen deze branche vallen alle bedrijven die voor hun industriële productie gebruik maken van chemische processen. De grens tussen procesindustrie en chemische industrie is niet scherp, al kan de chemische industrie (vooral gericht op bulkproducten en continue processen) wel opgevat worden als een deelgebied van de procesindustrie, waarin echter ook aandacht is voor kleinere hoeveelheden en batchprocessen.

## Voorbeelden van producten van de chemische industrie
Voorbeelden van grondstoffen en producten die de chemische industrie maakt, zijn:
- coatings
- cosmetica
- gassen
- geneesmiddelen
- kleurstoffen
- kunstmeststoffen
- kunststoffen
- kunstvezels
- metaal
- ontsmettings- en bestrijdingsmiddelen
- pigmenten
- synthetische reuk- en smaakstoffen
- verf en drukinkt
- voedingsingrediënten (bijvoorbeeld de oleochemie)
- zeep en was- en reinigingsmiddelen

In België rekent men de groep van kunstvezels historisch gezien niet tot de chemische industrie, maar daarentegen wel de rubberverwerkende bedrijven.

## Grootste chemische bedrijven
Anno 2017 waren DowDuPont, BASF, Sinopec, INEOS, SABIC, Mitsubishi, LyondellBasell, Exxon Chemical, Air Liquide, LG Chem, Toray, Sumitomo, Linde, Johnson Matthey, Reliance, Merck KGaA, Evonik, Covestro, PPG en Ecolab de grootste chemische bedrijven wereldwijd.

## Duurzaamheid
Chemiebedrijven gebruiken onder andere fossiele brandstoffen voor zowel hun energie- als grondstofvoorziening. De chemische industrie is een grootverbruiker van energie en stoot hierdoor ook broeikasgassen uit. In 2017 bedroeg de uitstoot van broeikasgassen door de Nederlandse Chemische industrie 19,7 MegaTon. Deze uitstoot vormde 41 procent van de broeikasgasemissies van de gehele Nederlandse industrie (47,7 megaton).
De producten van de chemische industrie zijn soms toxisch, na gebruik vaak niet afbreekbaar of herbruikbaar en daarmee schadelijk voor het milieu.
De druk vanuit overheden op de chemische industrie neemt toe om de uitstoot van broeikasgassen en de belasting van het milieu te verlagen. De CO2-uitstoot van de chemiesector in Nederland zal in 2050 met 90 procent moeten zijn gedaald.
Chemische processen moeten schoner worden, minder energie en grondstof consumeren en minder gevaarlijke stoffen opleveren. Om dit te realiseren, moeten chemische bedrijven hun energievoorziening, processen en producten transformeren. Hierbij valt te denken aan schonere energiebronnen en andere grondstoffen. Biomassa kan dienen als input voor veel chemicaliën. Daarbij zal moeten worden overgeschakeld naar andere productieprocessen. Ten slotte zal moeten worden gewerkt aan producten die minder toxisch en herbruikbaar zijn.
Groene chemie kan hier een bijdrage aan leveren, maar de technische opgave is groot. Sommige van de benodigde technieken bestaan al, maar zijn nog niet rendabel. Andere technieken die nodig zijn voor vergroening bestaan nog niet. Een onderzoek dat in 2018 is uitgevoerd in opdracht van de Nederlandse chemische industrie heeft aangetoond dat de opgave gigantisch is. Dit onderzoek laat zien dat de vereiste versnelling alleen mogelijk is bij een drastische transformatie van de industrie. Technologieën die een hoge CO2-emissiereductie mogelijk maken en nu nog niet rendabel en betrouwbaar zijn, vragen om doorontwikkeling, zodat ze op weg naar 2050 zo snel mogelijk commercieel exploitabel kunnen worden ingezet.

## Chemische industrie in Nederland

### Geschiedenis

#### 16e t/m 18e eeuw
In de 16e en 17e eeuw was de Republiek een belangrijk handelscentrum en tal van grondstoffen werden aangevoerd van over de hele wereld. Dit leidde tot de ontwikkeling van raffinagetechnieken voor grondstoffen als potas, borax, rietsuiker, kamfer en ruw zout. Ook lood en kwik werden verwerkt tot producten als loodwit en kwikpreparaten. Van belang hierbij was het gebruik van industriemolens, zoals verfmolens. Deze werden onder meer ingezet bij het malen van pigmenten als smalt voor de blauwselfabricage en vermiljoen. Het algemene beeld was dat relatief goedkope grondstoffen werden ingevoerd en dat deze -na bewerking- als veel duurdere producten weer werden uitgevoerd. Een belangrijk chemicus die jarenlang in Amsterdam heeft gewoond en gewerkt was Johann Rudolph Glauber (1604-1670). De -vaak nog ambachtelijke- chemische industrie werd gekenmerkt door batchgewijze productie.
In de 18e eeuw, en vooral tegen het einde daarvan, volgde een relatieve teruggang doordat ook in het buitenland (Duitse staten, Oostenrijk) chemische bedrijven werden opgericht. Rond dezelfde tijd werd de roep om scholing van onder meer apothekers in wat toen de Schey- en Artzeneimengkunde werd genoemd. Vooral in de tijd van de Bataafse Republiek werd hieraan gehoor gegeven. Ná de Franse tijd gingen het apothekersonderwijs en het op de industrie gerichte technisch-chemische onderwijs elk een eigen richting uit. Daarnaast ontwikkelde zich de wetenschappelijke chemie, die echter betrekkelijk los van de nijverheid stond. Geheimhouding vanuit de kant van de nijverheid speelde daarbij een rol.
Een van de personen die een rol speelde bij de industriële toepassing van de chemie was Petrus Driessen (1753-1828). Deze bestudeerde de nuttige toepassing van de bijproducten der zoutziederij. Hij toonde aan dat het moederloog, dat overbleef als het keukenzout was uitgekristalliseerd, na indamping tal van producten kon voortbrengen zoals zoutzuur, natriumsulfaat (glauberzout), ammoniumchloride (salmiak), magnesiumcarbonaat (magnesia alba) en magnesiumsulfaat (Epsomzout). Ook natriumcarbonaat (soda) kon op deze wijze worden vervaardigd. Het was Watse Gerritsma die deze vernieuwingen toepaste in zijn zoutziederij te Makkum (einde 18e eeuw). De fabriek gebruikte ruw zeezout uit Spanje en Portugal als grondstof.
Een andere vroege chemische fabriek was die van George Dommer & Co te Nieuwer-Amstel. Deze vervaardigde allerlei chemicaliën en pigmenten. Deze heeft bestaan van 1782-1826 en telde op zijn hoogtepunt een 30-tal arbeiders.
Nog lang bleef de chemische industrie op vrijwel ambachtelijke basis bestaan. Veel fabriekjes produceerden pigmenten en andere verfstoffen, waaronder lak, vernis en dergelijke. Verder was er bedrijvigheid in de productie van zeep, lijm en smeerkaarsen. Hierbij speelde de bewerking van plantaardige en dierlijke oliën en vetten een rol. Er was sprake van veredeling van ingevoerde grondstoffen, dan wel bewerking van inheemse grondstoffen. Vernieuwingen waren de productie van patentolie en alizarine, welke laatste een toepassing vond in textielververijen.

#### 19e eeuw
Begin 19e eeuw was de chemische industrie ondanks alles nog voornamelijk een ambachtelijk bedrijf met een zwaartepunt bij de pigmenten en verfstoffen waaronder lakken, vernis en terpentijn. Nieuwe ontwikkelingen vonden plaats bij de bewerking van meekrap, waarbij alizarine na 1804 stabieler kon worden gemaakt en ook geschikt werd als verfstof voor textiel. Uiteraard werd ook buskruit vervaardigd. Nieuwe ontwikkelingen waren de uitvinding van patentolie in 1802. Tot de chemische producten behoorden verder bewerkingen van plantaardige en dierlijke oliën en vetten zoals smeerkaarsen, zeep en lijm zoals vislijm, beenderlijm en stijfsel. Het aanvankelijk gebruik daarvan was in de boekbinderij en de meubelmakerij. De traditionele industrieën waren deels op binnenlandse en deels op buitenlandse grondstoffen gebaseerd, de zogeheten trafieknijverheid. Deels ook kwamen er fabrieken die gebaseerd waren op nieuwe vindingen. Het aantal werknemers per fabriek bedroeg hooguit enkele tientallen.
Het Keizerlijk Decreet van 15 oktober 1810 van Napoleon Bonaparte, vanaf 19 april 1811 ook geldend in het huidige Nederland, was ontworpen om de schadelijke, ongezonde of hinderlijke uitstoot van geuren verspreid door met name chemische bedrijven aan banden te leggen om de volksgezondheid te beschermen. Hiermee maakte voor het eerst een centrale overheid een uniform beleid dat van toepassing was op alle bedrijfstakken in het land, en rekende daarmee af van de oude lappendeken aan lokale en bedrijfstak-specifieke regels.
De Belgische Opstand (1830) leidde ertoe dat katoenblekerijen in de noordelijke Nederlanden moesten werden opgericht om in de handel naar de Nederlandse koloniën te voorzien. Deze blekerijen gebruikten ook zwavelzuur, waarvan de fabricage eveneens in de zuidelijke Nederlanden was geconcentreerd.
De fabricage van zwavelzuur kwam mede voort uit de behoefte aan dit product voor de katoenblekerijen welke werden opgericht na de Belgische afscheiding in 1930. Een eerste zwavelzuurfabriek volgens het lodenkamerproces werd opgericht door Willem Spindel in 1832. Deze staakte het bedrijf al in 1834. De zwavelzuurfabriek van Ketjen, Jarman en Cie. werd in 1835 opgericht en groeide uit tot een belangrijk industrieel bedrijf. In hetzelfde jaar werd te Utrecht de firma A.W. de Visser & Comp. opgericht, welke zwavelzuur, salpeterzuur en zoutzuur vervaardigde. In 1827 was door hen al een beenzwartfabriek opgericht die aan suikerraffinaderijen leverde. Het salpeterzuur werd vervaardigd op basis van Chilisalpeter, het zoutzuur was een product dat vrijkwam bij het Leblancproces om soda te vervaardigen, een product dat in de glasindustrie en de zeepindustrie van belang was.
De vraag naar zwavelzuur steeg aanzienlijk door de komst van garancine fabrieken. Dit product was in 1828 al ontdekt en in 1846 werden in Nederland de eerste garancinefabrieken opgericht, waar bij het proces veel zwavelzuur vereist was. Een andere vraag naar zwavelzuur vloeide voort uit de ontwikkeling van het proces voor de stearinebereiding, waarbij dierlijke vetten (smeer) en eventueel ook palmolie, in een eerste processtap door zwavelzure verzeping werden omgezet. In 1853 werd de stearinekaarsenfabriek te Gouda opgericht.
Toen, na 1850, de concurrentie toenam terwijl de vraag naar zwavelzuur na 1860 afnam door de katoencrisis, werd het zwavelzuur ingezet bij de sodaproductie en verrezen sodafabrieken, waarbij Ketjen een belangrijke rol speelde, zoals bij de oprichting van de NV Amsterdamsche Sodafabriek te Nieuwer-Amstel. Dergelijke fabrieken beschikten over tientallen werknemers. Begin jaren '70 van de 19e eeuw was er opnieuw overproductie en felle buitenlandse concurrentie door veel grootschaliger bedrijven. De sodaproductie in Nederland stortte toen in. In 1868 ontdekte men hoe kleurstoffen voor de textielindustrie uit antraceen, een destillatieproduct van steenkoolteer konden worden vervaardigd. Dit luidde het einde van de garancineproductie en de daaraan verbonden vraag naar zwavelzuur in. Pas einde 19e eeuw kwam de zwavelzuurproductie weer tot bloei doordat vanaf 1875 de productie van superfosfaat, op basis van guano, op gang kwam. In dat jaar ontstond de voorloper van Albatros Superfosfaatfabrieken.
Hoewel de eerste gasfabriek in Nederland al in 1826 werd gestart, werden deze fabrieken vooral in de 2e helft van de 19e eeuw door het hele land gebouwd. Tot de afvalproducten behoorden cokes, steelkoolteer en ammoniakwater. Het ammoniakwater kon omgezet worden in zwavelzure ammoniak, een kunstmeststof. Uit het steenkoolteer werden, door destillatie, grondstoffen voor de kleurstoffenindustrie gewonnen. Zo werd in 1860 de Nederlandsche Koolteerstokerij opgericht, die de destillatieproducten aan het buitenland verkocht.
Andere takken van chemie vormden de productie van kinine met in 1882 de start van de Amsterdamse Kininefabriek (ACF), een belangrijk farmaciebedrijf.
Verdere 19e-eeuwse ontwikkelingen zag men in de loodwitindustrie, die al vanaf de 17e eeuw via het zogeheten Hollandse proces werd vervaardigd en omstreeks 1800 internationaal toonaangevend was. Het product werd gebruikt in verf, glazuur, plamuur en dergelijke en in grote hoeveelheden geëxporteerd. Naast loodspiralen werd hierbij bierazijn gebruikt en paardenmest om het te laten broeien. Wetenschappelijker methoden werden vooral in het buitenland ontwikkeld, waarbij een groot deel van het (dure) azijn als loodacetaat herwonnen werd en waarbij koolzuurgas werd aangewend. Uiteindelijk vond in de 2e helft van de 19e eeuw een neergang plaats van de binnenlandse loodwitindustrie, hoewel enkele fabrieken nog tot het begin van de 20e eeuw bleven bestaan. Een alternatief voor het gevaarlijke loodwit, dat vanaf 1909 werd uitgefaseerd, was zinkwit. In 1870 werd in Nederland de eerste zinkwitfabriek opgericht.
Ook de productie van op de chemie gebaseerde consumptiegoederen nam in de 2e helft van de 19e eeuw aanzienlijk toe: zeep, schoonmaakmiddelen, smeeroliën, verven en lakken, carbolineum en dergelijke.

#### 20e eeuw
Steenkoolchemie
In 1902 werden de Staatsmijnen opgericht om steenkool te winnen, en in 1919 werd door dit bedrijf een cokesfabriek gebouwd. Hierbij kwam als bijproduct veel ammoniakwater vrij dat kon worden omgezet in zwavelzure ammoniak, een kunstmeststof. In 1929 werd door Staatsmijnen het stikstofbindingsbedrijf (SBB) opgericht dat volgens het Haber-Boschproces ammoniak uit luchtstikstof produceerde, dat als grondstof voor kunstmestproducten diende. Ook in 1929 werd te Sluiskil de Compagnie Néerlandaise de l'Azote opgericht, welke cokesovengas van een nabijgelegen cokesfabriek verwerkte, om in 1966 over te schakelen op aardgas. Eveneens in 1929 startte de Mekog te IJmuiden, eveneens een kunstmestfabriek gebaseerd op cokesovengas. In 1922 startte de Cindu te Uithoorn, welke steenkoolteer ging destilleren, die afkomstig was van de Hoogovens. Nadat vanaf 1965 de steenkoolmijnen gesloten werden, werden de Staatsmijnen omgevormd tot een chemiebedrijf dat de naam DSM (Dutch State Mines) kreeg. DSM nam in 1998 het farmacieconcern Gist Brocades over, ging zich richten op landbouw-gerelateerde chemie en later op fijnchemie.
Petrochemie
Al in 1887 werd te Rotterdam in een petroleumopslag voorzien. Ruwe benzine werd in 1902 voor het eerst aangevoerd. In 1907 volgde een proeffabriek voor verdere destillatie van uit Borneo afkomstige ruwe benzine, waarbij ook benzeen en tolueen werd geproduceerd. Vanaf 1918 werden ook zware fracties als asfalt, en later stookolie, uit ruwe aardolie verkregen. In 1936 was de installatie, uitgegroeid tot een raffinaderij, verplaatst naar Pernis om uit te groeien tot Shell Pernis. Na de Tweede Wereldoorlog vestigden zich in de Rijnmond ook andere maatschappijen met hun raffinaderijen. Vooral de lichte fracties werden gebruikt als grondstof voor de fabricage van monomeren, de basisgrondstoffen voor kunststoffen. Zo ontstond Shell Moerdijk, een petrochemisch complex dat vanaf 1973 in productie kwam. Ook de Staatsmijnen, onder de naam DSM, schakelden vanaf 1965 over op aardolie als grondstof voor hun chemische activiteiten. De petrochemische tak van DSM werd in 2002 verkocht aan het Saoedi-Arabische Sabic en de chemische infrastructuur werd verzelfstandigd tot chemiepark Chemelot.
Kunststoffen
Eén van de eerste kunststoffabrikanten was Philips, dat vanaf 1923 de thermoharder bakeliet ging produceren. Dit vond toepassingen in isolerende onderdelen, behuizingen en dergelijke. Een tweede bedrijf was het in 1929 opgerichte Van Niftrik te Putte.
Zoutchemie
Al in 1886 werd in Twente steenzout in de ondergrond aangetroffen, en in 1919 begon men met de winning ervan. In 1931 werd een zoutchemisch bedrijf geopend waar onder meer natronloog en zoutzuur werd geproduceerd. Zo ontstond de Koninklijke Nederlandse Zoutindustrie die in 1957 werd gevestigd in Chemiepark Delfzijl en uiteindelijk opging in AkzoNobel. In 1938 werd Nepakris opgericht te Herten, een vestiging van het Belgische Solvay. Uit keukenzout werd hier chloorgas, natronloog en waterstof vervaardigd door elektrolyse.
Ook in het Botlekgebied werd, vanaf 1960, een zoutchemisch complex opgericht, waarbij het geproduceerde chloor in tal van verbindingen, zoals bestrijdingsmiddelen en vinylchloride (grondstof voor PVC-productie) werd toegepast.
Farmacie
Organon startte in 1923 als insulinefabriek op basis van alvleesklieren van geslacht vee.
Buitenlandse investeringen
- In 1959 startte te Dordrecht een vestiging van het Amerikaanse DuPont. De vestiging maakt onder meer kunststoffen.
- Het Amerikaanse Dow Chemical startte in 1964 te Terneuzen met de productie van polystyreen. Deze vestiging groeide uit tot een belangrijk bedrijf dat vele producten vervaardigt.
- Het eveneens Amerikaanse Eastman Chemical Company vestigde zich in 1966 nabij Middelburg onder de naam Hercules. In 2001 werd de naam in Eastman veranderd. Met produceert er onder meer kunstharsen.
- Het Duitse Hoechst vestigde zich in 1968 in het Sloegebied. Het produceerde waterontharders op basis van fosforchemie. Het concern werd opgeheven, de fosforchemie ging in 2000 verder onder de naam ThermPhos, dat in 2012 failliet ging.
- In 1970 werd het Israëlische Broomchemie te Terneuzen gestart, tegenwoordig werkend onder de naam ICL-IP (Israel Chemicals Ltd-Industrial Products).
- In 1971 vestigde het Amerikaanse GE Plastics (General Electric) zich te Bergen op Zoom.

#### 21e eeuw
Enkele van de grootste chemiebedrijven in Nederland zijn (stand 2021)
- AkzoNobel, vooral verfstoffen, lakken en zoutchemie
- BASF, een Duits concern dat allerlei chemicaliën vervaardigt en diverse vestigingen in Nederland heeft.
- Norit, van oorsprong Nederlands, gebaseerd op norit, later fabrikant van vele fijnchemicaliën, in 2012 overgenomen door het Amerikaanse Cabot.
- DSM, fijnchemie.
- Henkel, een Duits bedrijf, sinds 1932 actief in Nederland, vervaardigt wasmiddelen (Persil), lijmen en dergelijke.
- PPG Industries, een Amerikaans bedrijf in verfstoffen, dat in 2007 SigmaKalon overnam, waarvan de voorloper Sigma Coatings was.
- Shell, petrochemisch bedrijf.

Er zijn echter nog zeer veel andere -grote en kleinere- chemiebedrijven actief.
In totaal werkten er (in 2021) 46.000 mensen in de 390 bedrijven van deze sector. De omzet bedroeg € 62 miljard, overeenkomend met 13,3% van de industriële toegevoegde waarde en 18,5 % van de export van goederen.

## Belangenbehartiging
De belangen van de chemische industrie worden in België behartigd door Essenscia, in Nederland door de Vereniging van de Nederlandse Chemische Industrie (VNCI).

### Trivia
In het verleden maakten diverse chemische bedrijven gebruik van smalspoor.